# Díszkíséret (film)
A Díszkíséret (eredeti cím: Chasers) 1994-ben bemutatott amerikai filmvígjáték, melyet Dennis Hopper rendezett, főszereplői pedig Tom Berenger, William McNamara és Erika Eleniak, de kis szerepben a színész-rendező Hopper is felbukkan.

## Cselekmény
Rock Reilly, a haditengerészet katonai rendészetének veterán tisztje ifjú újonc társával, Eddie Devane-nel azt a feladatot kapják, hogy kísérjék új börtönébe Toni Johnson közlegényt, akit fiatal nő létére feljebbvalója elleni erőszak miatt ítéltek fogságra. A büntetése letöltésére kijelölt börtön felé azonban nagyon is rögös út vezet: nem elég, hogy Rock és Eddie közt folyamatos a feszültség, még Johnson szabotázsakciói és szökési kísérletei is egyre nagyobb kalamajkákba sodorják hőseinket, akik számára az út lassan egy túlélőtúrává kezd válni. A személyes problémák és váratlan akadályok mellett azonban a trió lassacskán megkedveli egymást, főleg miután Eddie viszonyt kezd Johnsonnal, Rock azonban már csak a békés nyugdíjra vágyik, ami nehezen jön össze, ha a rábízott őrizetes minden alkalmat megragadna a szökésre...

## Szereplők
| Szerep                | Színész          | Magyar hang      |
| --------------------- | ---------------- | ---------------- |
| Rock Reilly           | Tom Berenger     | Áron László      |
| Eddie Devane          | William McNamara | Csengeri Attila  |
| Toni Johnson          | Erika Eleniak    | Balázs Ági       |
| Howard Finster        | Crispin Glover   | Tímár Andor      |
| Rory Blanes           | Matthew Glave    | Anger Zsolt      |
| Vance Dooly           | Grand L. Bush    | Debreczeny Csaba |
| Stig                  | Dean Stockwell   | Bácskai János    |
| Flo                   | Bitty Schram     | Papp Ági         |
| Vince Banger őrmester | Gary Busey       | Melis Gábor      |
| Bogg rendőrfőnök      | Seymour Cassel   | Elekes Pál       |
| Duane                 | Frederic Forrest | Rosta Sándor     |
| Kutya                 | Dennis Hopper    | Breyer Zoltán    |
| Yarboro százados      | Jim Grimshaw     | Kardos Gábor     |